# اندی گریفن
اندی گریفن (انگلیسی: Andy Griffin؛ زادهٔ ۱۷ مارس ۱۹۷۹) یک بازیکن فوتبال اهل بریتانیا است.